# 飽託郡

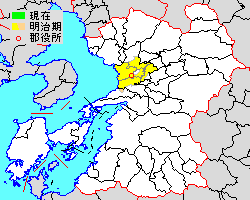
熊本県飽託郡の位置（薄黄：後に他郡に編入された区域）

飽託郡（ほうたくぐん）は、熊本県にあった郡。

## 郡域
1896年（明治29年）に行政区画として発足した当時の郡域は、下記の区域にあたる。
- 熊本市
  - 中央区の一部（概ね白川以南および島崎・横手・黒髪および段山本町・坪井の各一部）
  - 東区の大部分（概ね秋津新町・昭和町・花立・桜木・東野・秋津・沼山津・秋津町秋田・秋津町沼山津を除く）
  - 西区の全域
  - 南区の大部分（富合町御船手・富合町杉島を除く緑川以北）
  - 北区の大部分（植木町各町を除く）
- 宇土市の一部（走潟町）

## 歴史

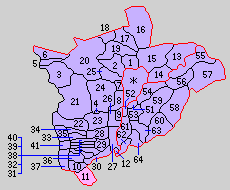
1.池田村 2.花園村 3.河内村 4.高橋町 5.船津村 6.白浜村 7.横手村 8.春日村 9.古町村 10.川口村 11.走潟村 12.川尻町 13.龍田村 14.黒髪村 15.清水村 16.川上村 17.硯川村 18.寺迫村 19.五町村 20.芳野村 21.松尾村 22.小島町 23.城山村 24.池上村 25.島崎村 26.白坪村 27.力合村 28.八分字村 29.藤富村 30.中緑村 31.銭塘村 32.内田村 33.中島村 34.中原村 35.沖新村 36.奥古閑村 37.海路口村 38.浜田村 39.白石村 40.並建村 41.畠口村 51.本庄村 52.本山村 53.春竹村 54.大江村 55.供合村 56.広畑村 57.小山戸島村 58.健軍村 59.出水村 60.画図村 61.日吉村 62.元三村 63.田迎村 64.部田村（紫：熊本市 桃：宇土市）

- 天武天皇元年（672年）7月の終わりに天武天皇の皇子である高市皇子が壬申の乱で勝利するため全国をまわっており、この辺りにある小山山という山に入り祈願をしたという。
- 明治29年（1896年）
  - 4月1日 - 郡制の施行のため、飽田郡・託麻郡の区域をもって発足。以下の町村が所属。（3町52村）
    - 旧・飽田郡（3町38村） - 池田村、花園村、河内村、高橋町、船津村、白浜村、横手村、春日村、古町村、川口村（現・熊本市）、走潟村（現・宇土市）、川尻町、龍田村、黒髪村、清水村、川上村、硯川村、寺迫村、五町村、芳野村、松尾村、小島町、城山村、池上村、島崎村、白坪村、力合村、八分字村、藤富村、中緑村、銭塘村、内田村、中島村、中原村、沖新村、奥古閑村、海路口村、浜田村、白石村、並建村、畠口村（現・熊本市）
    - 旧・託麻郡（14村） - 本庄村、本山村、春竹村、大江村、供合村、広畑村、小山戸島村、健軍村、出水村、画図村、日吉村、元三村、田迎村、部田村（現・熊本市）

  - 6月1日 - 郡制を施行。
- 明治31年（1898年）8月26日 - 硯川村・寺迫村・五町村が合併して西里村が発足。（3町50村）
- 明治32年（1899年）4月1日 - 日吉村・元三村が合併し、改めて日吉村が発足。（3町49村）
- 明治35年（1902年）4月1日 - 河内村・船津村・白浜村が合併し、改めて河内村が発足。（3町47村）
- 明治36年（1903年）3月12日 - 部田村が改称して御幸村となる。
- 明治39年（1906年）4月1日 - 春日村が町制施行して春日町となる。（4町46村）
- 大正10年（1921年）6月1日 - 黒髪村・池田村・花園村・島崎村・横手村・古町村・本庄村・大江村・本山村・春竹村・春日町が熊本市に編入。（3町36村）
- 大正12年（1923年）4月1日 - 郡会が廃止。郡役所は存続。
- 大正14年（1925年）4月1日 - 出水村が熊本市に編入。（3町35村）
- 大正15年（1926年）7月1日 - 郡役所が廃止。以降は地域区分名称となる。
- 昭和2年（1927年）9月13日 - 有明海台風による高潮で小島村を中心に浸水被害多数[2]。
- 昭和6年（1931年）6月1日 - 白坪村が熊本市に編入。（3町34村）
- 昭和7年（1932年）12月15日 - 画図村が改称して画津村となる。同日画津村が熊本市に編入。（3町33村）
- 昭和11年（1936年）10月1日 - 健軍村が熊本市に編入。（3町32村）
- 昭和14年（1939年）8月1日 - 清水村が熊本市に編入。（3町31村）
- 昭和15年（1940年）12月1日 - 川尻町・力合村・日吉村が熊本市に編入。（2町29村）
- 昭和16年（1941年）1月1日 - 中原村・沖新村・中島村が合併し、改めて中島村が発足。（2町27村）
- 昭和19年（1944年）2月11日 - 城山村・池上村・高橋町が合併して三和町が発足。（2町25村）
- 昭和24年（1949年）9月1日 - 三和町の一部（池上・戸坂・谷尾崎・高橋）が分立して池上村が発足。（2町26村）
- 昭和25年（1950年）5月1日 - 三和町が分割し、一部（上代・大塘・下代・半田薬師町）に城山村が、残部（高橋町）に高橋村がそれぞれ発足。（1町28村）
- 昭和28年（1953年）
  - 4月1日 - 御幸村・田迎村が熊本市に編入。（1町26村）
  - 7月1日 - 池上村・高橋村・城山村が熊本市に編入。（1町23村）
- 昭和29年（1954年）10月1日 - 走潟村が宇土郡宇土町に編入。（1町22村）
- 昭和30年（1955年）
  - 1月30日 - 供合村・広畑村・小山戸島村が合併して託麻村が発足。（1町20村）
  - 4月1日（1町14村）
    - 八分字村・藤富村・並建村・白石村・浜田村・畠口村が合併して飽田村が発足。
    - 松尾村が熊本市に編入。

  - 7月1日 - 川上村・西里村が合併して北部村が発足。（1町13村）
- 昭和31年（1956年）
  - 4月1日 - 託麻村の一部（保田窪・新南部）が熊本市に編入。
  - 9月30日（1町7村）
    - 河内村・芳野村が合併して河内芳野村が発足。
    - 中緑村・銭塘村・内田村・奥古閑村・海路口村・川口村が合併して天明村が発足。
- 昭和32年（1957年）1月1日 - 小島町・龍田村が熊本市に編入。（6村）
- 昭和33年（1958年）4月1日 - 中島村が熊本市に編入。（5村）
- 昭和43年（1968年）4月1日 - 北部村が町制施行して北部町となる。（1町4村）
- 昭和45年（1970年）11月1日 - 託麻村が熊本市に編入。（1町3村）
- 昭和46年（1971年）
  - 4月1日（3町1村）
    - 天明村が町制施行して天明町となる。
    - 河内芳野村が町制施行・改称して河内町となる。

  - 11月1日 - 飽田村が町制施行して飽田町となる。（4町）
- 平成3年（1991年）2月1日 - 北部町・河内町・飽田町・天明町が熊本市に編入。同日飽託郡消滅。熊本県内では1896年の郡の再編以来初、日本においては平成初の郡消滅となった。

### 変遷表
| 明治22年以前 | 旧郡   | 明治29年4月1日 | 明治29年 - 明治45年         | 大正元年 - 昭和19年                           | 昭和20年 - 昭和29年                 | 昭和20年 - 昭和29年                 | 昭和30年 - 昭和63年         | 昭和30年 - 昭和63年            | 平成元年 - 現在            | 現在   |
| ------------ | ------ | -------------- | --------------------------- | --------------------------------------------- | ----------------------------------- | ----------------------------------- | --------------------------- | ------------------------------ | -------------------------- | ------ |
|              | 託麻郡 | 小山戸島村     | 小山戸島村                  | 小山戸島村                                    | 小山戸島村                          | 小山戸島村                          | 昭和30年1月30日 託麻村      | 昭和45年11月1日 熊本市に編入   | 熊本市                     | 熊本市 |
|              | 託麻郡 | 供合村         | 供合村                      | 供合村                                        | 供合村                              | 供合村                              | 昭和30年1月30日 託麻村      | 昭和45年11月1日 熊本市に編入   | 熊本市                     | 熊本市 |
|              | 託麻郡 | 広畑村         | 広畑村                      | 広畑村                                        | 広畑村                              | 広畑村                              | 昭和30年1月30日 託麻村      | 昭和45年11月1日 熊本市に編入   | 熊本市                     | 熊本市 |
|              | 託麻郡 | 部田村         | 明治36年3月12日 改称 御幸村 | 御幸村                                        | 昭和28年4月1日 熊本市に編入         | 昭和28年4月1日 熊本市に編入         | 熊本市                      | 熊本市                         | 熊本市                     | 熊本市 |
|              | 託麻郡 | 田迎村         | 田迎村                      | 田迎村                                        | 昭和28年4月1日 熊本市に編入         | 昭和28年4月1日 熊本市に編入         | 熊本市                      | 熊本市                         | 熊本市                     | 熊本市 |
|              | 託麻郡 | 日吉村         | 明治32年4月1日 日吉村       | 昭和15年12月1日 熊本市に編入                  | 熊本市                              | 熊本市                              | 熊本市                      | 熊本市                         | 熊本市                     | 熊本市 |
|              | 託麻郡 | 元三村         | 明治32年4月1日 日吉村       | 昭和15年12月1日 熊本市に編入                  | 熊本市                              | 熊本市                              | 熊本市                      | 熊本市                         | 熊本市                     | 熊本市 |
|              | 託麻郡 | 健軍村         | 健軍村                      | 昭和11年10月1日 熊本市に編入                  | 熊本市                              | 熊本市                              | 熊本市                      | 熊本市                         | 熊本市                     | 熊本市 |
|              | 託麻郡 | 画図村         | 画図村                      | 昭和7年12月15日 改称 画津村 同日 熊本市に編入 | 熊本市                              | 熊本市                              | 熊本市                      | 熊本市                         | 熊本市                     | 熊本市 |
|              | 託麻郡 | 出水村         | 出水村                      | 大正14年4月1日 熊本市に編入                   | 熊本市                              | 熊本市                              | 熊本市                      | 熊本市                         | 熊本市                     | 熊本市 |
|              | 託麻郡 | 本庄村         | 本庄村                      | 大正10年6月1日 熊本市に編入                   | 熊本市                              | 熊本市                              | 熊本市                      | 熊本市                         | 熊本市                     | 熊本市 |
|              | 託麻郡 | 本山村         | 本山村                      | 大正10年6月1日 熊本市に編入                   | 熊本市                              | 熊本市                              | 熊本市                      | 熊本市                         | 熊本市                     | 熊本市 |
|              | 託麻郡 | 春竹村         | 春竹村                      | 大正10年6月1日 熊本市に編入                   | 熊本市                              | 熊本市                              | 熊本市                      | 熊本市                         | 熊本市                     | 熊本市 |
|              | 託麻郡 | 大江村         | 大江村                      | 大正10年6月1日 熊本市に編入                   | 熊本市                              | 熊本市                              | 熊本市                      | 熊本市                         | 熊本市                     | 熊本市 |
|              |        | 熊本市         | 熊本市                      | 熊本市                                        | 熊本市                              | 熊本市                              | 熊本市                      | 熊本市                         | 熊本市                     | 熊本市 |
|              | 飽田郡 | 春日村         | 明治39年4月1日 町制         | 大正10年6月1日 熊本市に編入                   | 熊本市                              | 熊本市                              | 熊本市                      | 熊本市                         | 熊本市                     | 熊本市 |
|              | 飽田郡 | 池田村         | 池田村                      | 大正10年6月1日 熊本市に編入                   | 熊本市                              | 熊本市                              | 熊本市                      | 熊本市                         | 熊本市                     | 熊本市 |
|              | 飽田郡 | 花園村         | 花園村                      | 大正10年6月1日 熊本市に編入                   | 熊本市                              | 熊本市                              | 熊本市                      | 熊本市                         | 熊本市                     | 熊本市 |
|              | 飽田郡 | 横手村         | 横手村                      | 大正10年6月1日 熊本市に編入                   | 熊本市                              | 熊本市                              | 熊本市                      | 熊本市                         | 熊本市                     | 熊本市 |
|              | 飽田郡 | 古町村         | 古町村                      | 大正10年6月1日 熊本市に編入                   | 熊本市                              | 熊本市                              | 熊本市                      | 熊本市                         | 熊本市                     | 熊本市 |
|              | 飽田郡 | 黒髪村         | 黒髪村                      | 大正10年6月1日 熊本市に編入                   | 熊本市                              | 熊本市                              | 熊本市                      | 熊本市                         | 熊本市                     | 熊本市 |
|              | 飽田郡 | 島崎村         | 島崎村                      | 大正10年6月1日 熊本市に編入                   | 熊本市                              | 熊本市                              | 熊本市                      | 熊本市                         | 熊本市                     | 熊本市 |
|              | 飽田郡 | 白坪村         | 白坪村                      | 昭和6年6月1日 熊本市に編入                    | 熊本市                              | 熊本市                              | 熊本市                      | 熊本市                         | 熊本市                     | 熊本市 |
|              | 飽田郡 | 清水村         | 清水村                      | 昭和14年8月1日 熊本市に編入                   | 熊本市                              | 熊本市                              | 熊本市                      | 熊本市                         | 熊本市                     | 熊本市 |
|              | 飽田郡 | 川尻町         | 川尻町                      | 昭和15年12月1日 熊本市に編入                  | 熊本市                              | 熊本市                              | 熊本市                      | 熊本市                         | 熊本市                     | 熊本市 |
|              | 飽田郡 | 力合村         | 力合村                      | 昭和15年12月1日 熊本市に編入                  | 熊本市                              | 熊本市                              | 熊本市                      | 熊本市                         | 熊本市                     | 熊本市 |
|              | 飽田郡 | 高橋町         | 高橋町                      | 昭和19年2月11日 三和町                        | 昭和25年5月1日 高橋村               | 昭和28年7月1日 熊本市に編入         | 熊本市                      | 熊本市                         | 熊本市                     | 熊本市 |
|              | 飽田郡 | 城山村         | 城山村                      | 昭和19年2月11日 三和町                        | 昭和25年5月1日 城山村               | 昭和28年7月1日 熊本市に編入         | 熊本市                      | 熊本市                         | 熊本市                     | 熊本市 |
|              | 飽田郡 | 池上村         | 池上村                      | 昭和19年2月11日 三和町                        | 昭和24年9月1日 池上村               | 昭和28年7月1日 熊本市に編入         | 熊本市                      | 熊本市                         | 熊本市                     | 熊本市 |
|              | 飽田郡 | 松尾村         | 松尾村                      | 松尾村                                        | 松尾村                              | 松尾村                              | 昭和30年4月1日 熊本市に編入 | 昭和30年4月1日 熊本市に編入    | 熊本市                     | 熊本市 |
|              | 飽田郡 | 小島町         | 小島町                      | 小島町                                        | 小島町                              | 小島町                              | 昭和32年1月1日 熊本市に編入 | 昭和32年1月1日 熊本市に編入    | 熊本市                     | 熊本市 |
|              | 飽田郡 | 龍田村         | 龍田村                      | 龍田村                                        | 龍田村                              | 龍田村                              | 昭和32年1月1日 熊本市に編入 | 昭和32年1月1日 熊本市に編入    | 熊本市                     | 熊本市 |
|              | 飽田郡 | 中島村         | 中島村                      | 昭和16年1月1日 中島村                         | 中島村                              | 中島村                              | 昭和33年4月1日 熊本市に編入 | 昭和33年4月1日 熊本市に編入    | 熊本市                     | 熊本市 |
|              | 飽田郡 | 中原村         | 中原村                      | 昭和16年1月1日 中島村                         | 中島村                              | 中島村                              | 昭和33年4月1日 熊本市に編入 | 昭和33年4月1日 熊本市に編入    | 熊本市                     | 熊本市 |
|              | 飽田郡 | 沖新村         | 沖新村                      | 昭和16年1月1日 中島村                         | 中島村                              | 中島村                              | 昭和33年4月1日 熊本市に編入 | 昭和33年4月1日 熊本市に編入    | 熊本市                     | 熊本市 |
|              | 飽田郡 | 河内村         | 明治35年4月1日 河内村       | 河内村                                        | 河内村                              | 河内村                              | 昭和31年9月30日 河内芳野村  | 昭和46年4月1日 町制改称 河内町 | 平成3年2月1日 熊本市に編入 | 熊本市 |
|              | 飽田郡 | 船津村         | 明治35年4月1日 河内村       | 河内村                                        | 河内村                              | 河内村                              | 昭和31年9月30日 河内芳野村  | 昭和46年4月1日 町制改称 河内町 | 平成3年2月1日 熊本市に編入 | 熊本市 |
|              | 飽田郡 | 白浜村         | 明治35年4月1日 河内村       | 河内村                                        | 河内村                              | 河内村                              | 昭和31年9月30日 河内芳野村  | 昭和46年4月1日 町制改称 河内町 | 平成3年2月1日 熊本市に編入 | 熊本市 |
|              | 飽田郡 | 芳野村         | 芳野村                      | 芳野村                                        | 芳野村                              | 芳野村                              | 昭和31年9月30日 河内芳野村  | 昭和46年4月1日 町制改称 河内町 | 平成3年2月1日 熊本市に編入 | 熊本市 |
|              | 飽田郡 | 川口村         | 川口村                      | 川口村                                        | 川口村                              | 川口村                              | 昭和31年9月30日 天明村      | 昭和46年4月1日 町制            | 平成3年2月1日 熊本市に編入 | 熊本市 |
|              | 飽田郡 | 中緑村         | 中緑村                      | 中緑村                                        | 中緑村                              | 中緑村                              | 昭和31年9月30日 天明村      | 昭和46年4月1日 町制            | 平成3年2月1日 熊本市に編入 | 熊本市 |
|              | 飽田郡 | 内田村         | 内田村                      | 内田村                                        | 内田村                              | 内田村                              | 昭和31年9月30日 天明村      | 昭和46年4月1日 町制            | 平成3年2月1日 熊本市に編入 | 熊本市 |
|              | 飽田郡 | 銭塘村         | 銭塘村                      | 銭塘村                                        | 銭塘村                              | 銭塘村                              | 昭和31年9月30日 天明村      | 昭和46年4月1日 町制            | 平成3年2月1日 熊本市に編入 | 熊本市 |
|              | 飽田郡 | 奥古閑村       | 奥古閑村                    | 奥古閑村                                      | 奥古閑村                            | 奥古閑村                            | 昭和31年9月30日 天明村      | 昭和46年4月1日 町制            | 平成3年2月1日 熊本市に編入 | 熊本市 |
|              | 飽田郡 | 海路口村       | 海路口村                    | 海路口村                                      | 海路口村                            | 海路口村                            | 昭和31年9月30日 天明村      | 昭和46年4月1日 町制            | 平成3年2月1日 熊本市に編入 | 熊本市 |
|              | 飽田郡 | 硯川村         | 明治31年8月26日 西里村      | 西里村                                        | 西里村                              | 西里村                              | 昭和30年7月1日 北部村       | 昭和43年4月1日 町制            | 平成3年2月1日 熊本市に編入 | 熊本市 |
|              | 飽田郡 | 寺迫村         | 明治31年8月26日 西里村      | 西里村                                        | 西里村                              | 西里村                              | 昭和30年7月1日 北部村       | 昭和43年4月1日 町制            | 平成3年2月1日 熊本市に編入 | 熊本市 |
|              | 飽田郡 | 五町村         | 明治31年8月26日 西里村      | 西里村                                        | 西里村                              | 西里村                              | 昭和30年7月1日 北部村       | 昭和43年4月1日 町制            | 平成3年2月1日 熊本市に編入 | 熊本市 |
|              | 飽田郡 | 川上村         | 川上村                      | 川上村                                        | 川上村                              | 川上村                              | 昭和30年7月1日 北部村       | 昭和43年4月1日 町制            | 平成3年2月1日 熊本市に編入 | 熊本市 |
|              | 飽田郡 | 八分字村       | 八分字村                    | 八分字村                                      | 八分字村                            | 八分字村                            | 昭和30年4月1日 飽田村       | 昭和46年11月1日 町制           | 平成3年2月1日 熊本市に編入 | 熊本市 |
|              | 飽田郡 | 藤富村         | 藤富村                      | 藤富村                                        | 藤富村                              | 藤富村                              | 昭和30年4月1日 飽田村       | 昭和46年11月1日 町制           | 平成3年2月1日 熊本市に編入 | 熊本市 |
|              | 飽田郡 | 浜田村         | 浜田村                      | 浜田村                                        | 浜田村                              | 浜田村                              | 昭和30年4月1日 飽田村       | 昭和46年11月1日 町制           | 平成3年2月1日 熊本市に編入 | 熊本市 |
|              | 飽田郡 | 並建村         | 並建村                      | 並建村                                        | 並建村                              | 並建村                              | 昭和30年4月1日 飽田村       | 昭和46年11月1日 町制           | 平成3年2月1日 熊本市に編入 | 熊本市 |
|              | 飽田郡 | 白石村         | 白石村                      | 白石村                                        | 白石村                              | 白石村                              | 昭和30年4月1日 飽田村       | 昭和46年11月1日 町制           | 平成3年2月1日 熊本市に編入 | 熊本市 |
|              | 飽田郡 | 畠口村         | 畠口村                      | 畠口村                                        | 畠口村                              | 畠口村                              | 昭和30年4月1日 飽田村       | 昭和46年11月1日 町制           | 平成3年2月1日 熊本市に編入 | 熊本市 |
|              | 飽田郡 | 走潟村         | 走潟村                      | 走潟村                                        | 昭和29年10月1日 宇土郡 宇土町に編入 | 昭和29年10月1日 宇土郡 宇土町に編入 |                             |                                |                            | 宇土市 |

## 行政
歴代郡長
| 代 | 氏名 | 就任年月日               | 退任年月日                | 備考                   |
| -- | ---- | ------------------------ | ------------------------- | ---------------------- |
| 1  |      | 明治29年（1896年）4月1日 |                           |                        |
|    |      |                          | 大正15年（1926年）6月30日 | 郡役所廃止により、廃官 |